# Contea di Fengtai
La contea di Fengtai (凤台县S, Fèngtái XiànP) è una contea della Cina, situata nella provincia dell'Anhui.